# Ignacio Manuel Altamirano
Pour les articles homonymes, voir Altamirano.
Ignacio Manuel Altamirano (Guerrero, 13 novembre 1834 - Sanremo, 13 février 1893) était un journaliste, écrivain, politicien et enseignant mexicain.

## Biographie

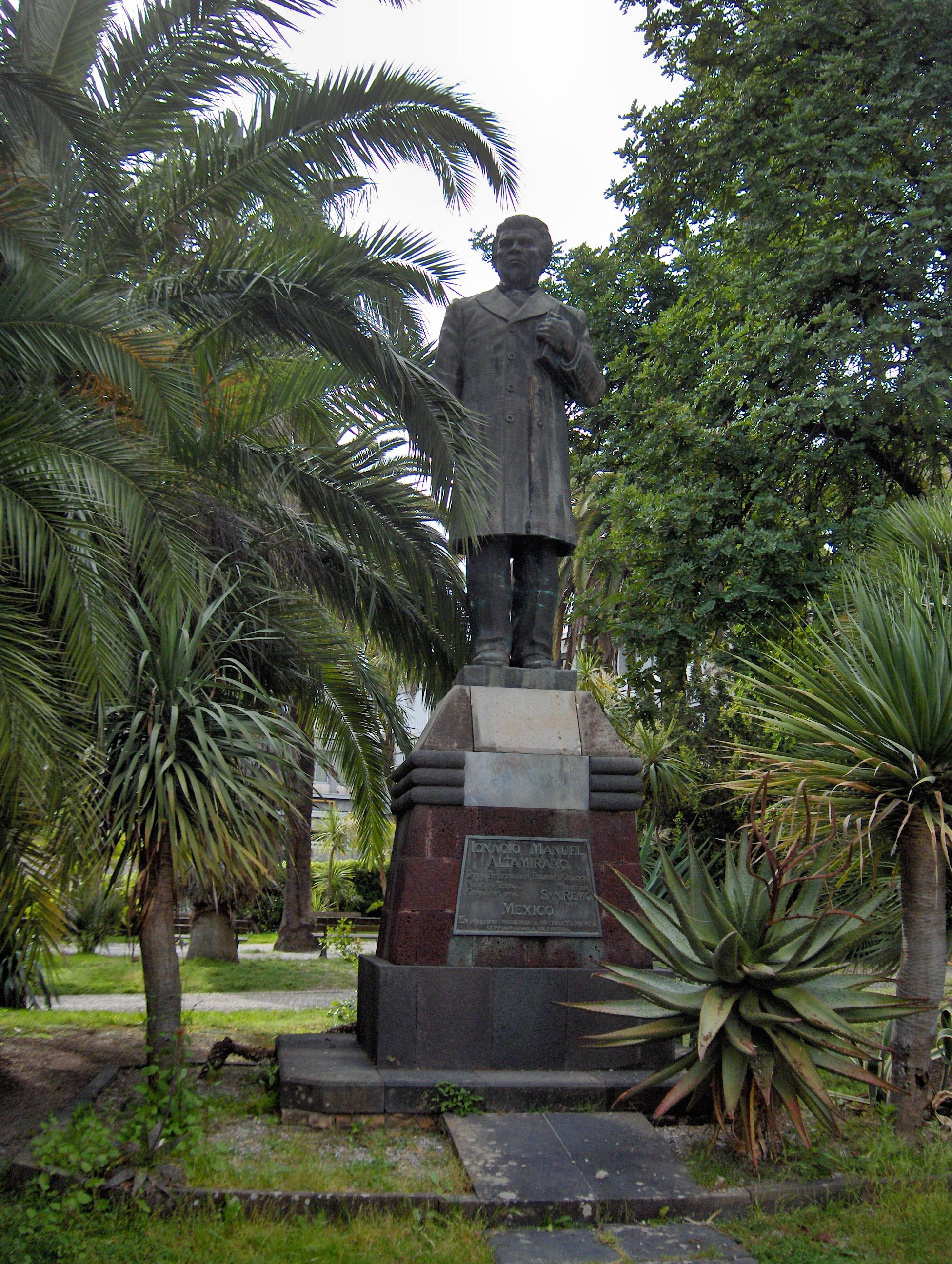
Statue en l'honneur d'Ignacio près du parc de Villa Ormond à Sanremo.

Ignacio passe ses premières années d'études à Toluca grâce à une bourse d'études qui lui fut accordée par Ignacio Ramírez dont il fut l'élève. Très vite, on lui octroya un poste de professeur à l'Institut littéraire de Toluca. Il fréquenta les cours de droit au Collège de San Juan de Letrán et fit partie d'un grand nombre d'associations académiques et littéraires telles que le Conservatoire dramatique mexicain, la Société Nezahualcóyotl, la Société mexicaine de géographie et de statistique, le Lycée Hidalgo ainsi que le Club Álvarez.
Grand défenseur du libéralisme, il prit part à la révolution d'Ayutla contre le santa-annisme, et plus tard, durant la Guerre de Réforme il combattit contre l'invasion française. Après cette période de conflits militaires, Altamirano se consacra à l'enseignement, travaillant comme maître à l'École nationale préparatoire, dans celle du Commerce et à l'École nationale des enseignants. Il travaillait aussi pour l'imprimerie et créa, en collaboration avec Guillermo Prieto et Ignacio Ramírez, le Complice de Mexico puis avec Gonzalo Esteva la revue littéraire nommée El Renacimiento pour laquelle collaboraient des écrivains de toutes les tendances littéraires et dont l'objectif premier était de faire renaître la littérature mexicaine. Il a également participé à la fondation d'autres journaux, comme El Federalista, La Tribuna et La República.
En politique, il fut élu député du Congrès de l'Union pendant trois mandats durant lesquels il s'est battu pour la gratuité, la laïcité et l'obligation de l'instruction primaire. Il fut aussi procureur général de la République, magistrat, président de la Cour Suprême et fonctionnaire du Ministerio de Fomento (Ministère de l'Équipement). Il fut enfin consul, au service du corps diplomatique mexicain, à Barcelone puis à Paris.
Il meurt en Italie en 1893 dans la ville de Sanremo qui fit ériger une statue en son honneur près du parc de Villa Ormond.
À l'occasion du centenaire de sa naissance en 1934, ses cendres furent déposées dans la Rotonde des Personnes illustres et une médaille « Ignacio Manuel Altamirano » fut créée afin de récompenser les enseignants après 50 ans d'activité.

## Ses œuvres
Altamirano a écrit un grand nombre d'œuvres célèbres et de grand succès: essais, histoires, contes, biographies, études bibliographiques, poésies et romans composent, entre autres, son panel d'écrivain. Une grande partie de ses œuvres furent publiées à titre posthume.
- Clemencia (1869)
- El Zarco (1869)
- La Navidad en las montañas (1871)
- Rimas (1880)
- Cuentos de inviernos (1880)
- Obras (1899)
- La literatura nacional (1949)
- Obras literarias completas (1959)
- Crónicas de la semana (1969)
- Obras completas (1986)
- Atenea
- Antonia y Beatriz

## Sources
- (it) Cet article est partiellement ou en totalité issu de l’article de Wikipédia en italien intitulé « Ignacio Manuel Altamirano » (voir la liste des auteurs).